# مائورو کریسمانیچ

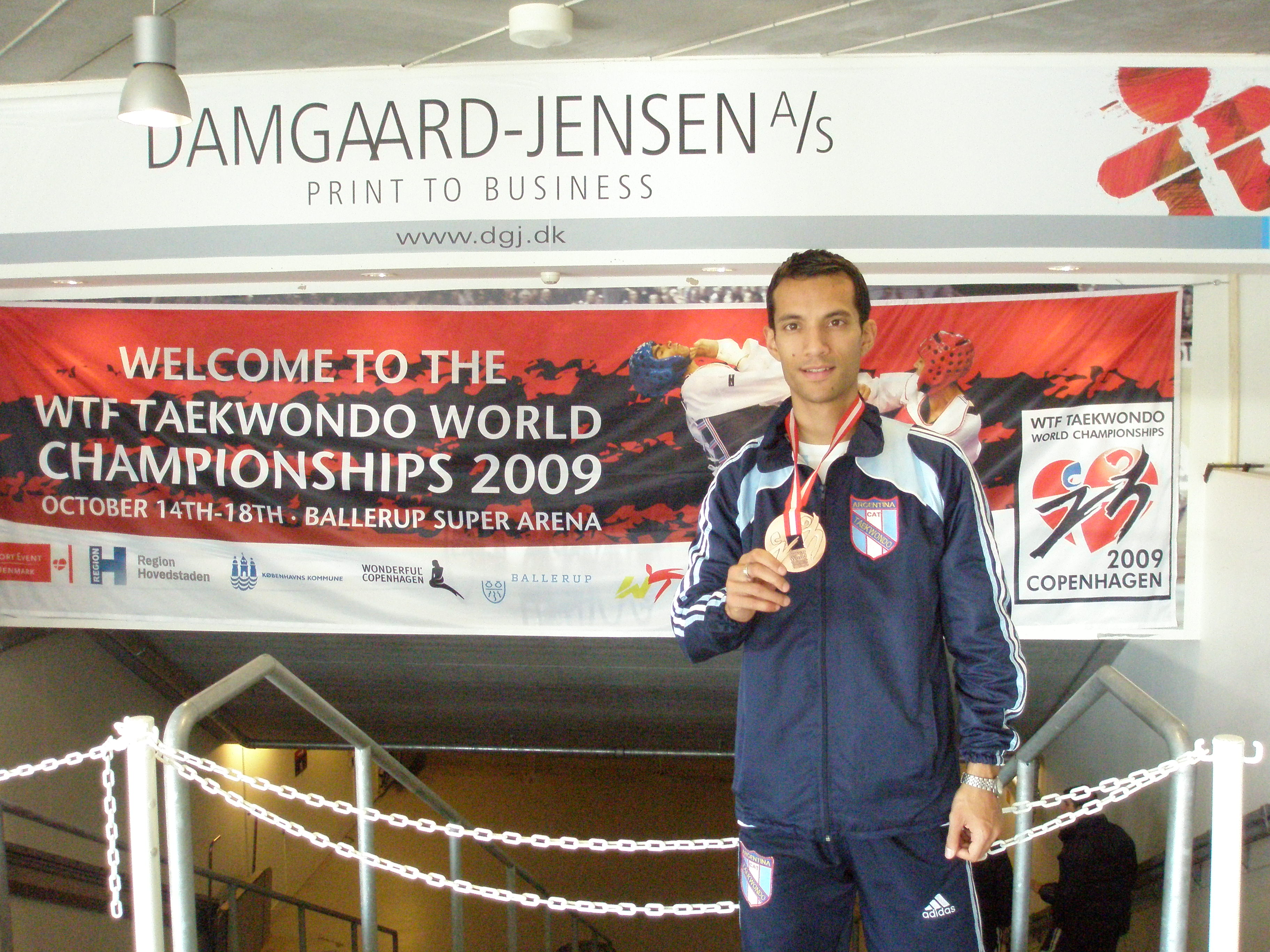
مائورو کریسمانیچ در سال ۲۰۰۹

مائورو کریسمانیچ (انگلیسی: Mauro Crismanich؛ متولد ۲۰ فوریه ۱۹۸۴) یک تکواندوکار آرژانتینی است.

## زندگی‌نامه
مائورو کریسمانیچ در شهر کورینتس، استان کورینتس از خانوادهٔ کرواتی مهاجر کریسمانیچ (کرواتی: Krizmanić) متولد شد. برادر وی، سباستین نیز یک تکواندوکار شناخته شده‌است که در بازی‌های المپیک تابستانی ۲۰۱۲ در وزن ۸۰ کیلوگرم مردان، مدال طلا را از آن خود کرد.